# Système de désignation des bâtiments de l'US Navy
 (septembre 2010).
Afin de classer leurs navires et bâtiments par catégorie, et par unité individuelle au sein d'une même catégorie, la Marine, la Garde côtière (USCG) et l'Agence d'observation océanique (NOAA) des États-Unis utilisent un système de classification (parfois appelé indicatif visuel).
Ce système est différent de celui des indicatif visuels de la Marine britannique et de la plupart des autres marines de l'Europe occidentale (en vigueur depuis 1951).
En effet dans ce dernier cas, les indicatifs visuels sont des immatriculations internationales, temporaires et réutilisables dès que rendues disponibles par le désarmement de leur attributaire ; alors que la nomenclature de la Marine américaine est exclusivement américaine, chronologique et unique.
Les codes désignant les différentes catégories de ses bâtiments sont détaillés dans la section classification.

## Historique
La marine des États-Unis a institué son système moderne de classification le 17 juillet 1920, rompant avec les systèmes précédents, de numéros de patrouille de section et de numéros d'identification. Dans le nouveau système, tous les symboles de classification comportent au moins deux lettres ; pour les catégories de base, le symbole est la première lettre du nom de la catégorie, doublé, sauf pour les porte-avions.
L'indicatif visuel identifie de manière unique un bâtiment de la marine moderne. Un bâtiment fortement modifié ou réadapté peut recevoir un nouveau symbole et conserver son indicatif visuel ou en recevoir un nouveau. Par exemple, le croiseur lourd à canon USS Boston, reconverti en croiseur lance-missiles, change son indicatif en CAG-1. En outre, le système des indicatifs visuels a changé un certain nombre de fois depuis qu'il a été introduit en 1907 et depuis que le système moderne a été institué en 1920 ; ainsi les indicatifs visuels des bâtiments changent parfois sans que rien n'ait été physiquement changé au bateau.
Les indicatifs visuels sont attribués par classification. La duplication des classifications entre eux, mais non à l'intérieur, est permise. Par conséquent, CV-1 était le porte-avions USS Langley et BB-1 était le cuirassé USS Indiana.
Des catégories de bâtiments et les classifications sont venues et ont disparu au cours des années, et beaucoup d'indicatifs énumérés ci-dessous ne sont pas actuellement en usage. Le Naval Vessel Register gère une base de données en ligne des navires de la Marine des États-Unis qui indique les symboles actuellement utilisés.
Après la Seconde Guerre mondiale jusqu'en 1975, la marine américaine a défini une «frégate» comme un type de bâtiment de surface plus grand qu'un destroyer et plus petit qu'un croiseur. Dans d'autres marines, un tel navire était généralement appelé «conducteur de flottille» ou «destroyer leader». D'où l'utilisation par la marine américaine du sigle "DL" pour "frégate" avant 1975, alors que les "frégates" dans d'autres marines étaient plus petites que les destroyers et plus comme ce que la marine américaine appelait "destroyer d'escorte", "escorteur océanique" ou "DE ". Le reclassement américain en 1975 des croiseurs, frégates et escorteurs océaniques a permis d'aligner les classifications de la marine américaine sur celles des autres pays, au moins de façon cosmétique en termes de terminologie, et d'éliminer le «gap cruiser» perçu avec la marine soviétique par la désignation des anciennes «frégates» en tant que «croiseurs».

## Catégories de classification

### Bâtiments de combat
Les bâtiments de combat ont pour but de participer aux opérations de combat.

#### Porte-avions et porte-aéronefs
Les porte-avions sont des bâtiments conçus principalement pour effectuer des opérations de combat au moyen des aéronefs engagés dans des attaques contre des objectifs aériens, de surface, sous-marins ou à terre. Les porte-avions sont répartis en deux grandes séries : la première séquence va du CV-1 (l'USS Langley) aux actuelles et récentes unités (jusqu'au CVN-81, en 2017), et la seconde, désormais achevée ("CVE" pour porte-avions d'escorte) a couru de CVE-1 (l'USS Long Island) à CVE-127 (l'USS Okinawa) pour les unités auxquelles un nom de baptême a été attribué, ou à CVE-139 (terme des douze ultimes unités, celles n'ayant jamais reçu de nom).
- ACV : Auxiliary Aircraft Carrier (Escort carrier) (1942) (plus usité), en français Porte-avions auxiliaire (porte-avions d'escorte)
- AV : Heavier-than-air aircraft tender, puis Seaplane Tender, en français porte aéronefs plus denses que l'air, puis transport d'hydravions (plus usité)
- AVG : Auxiliary Aircraft Ferry (Escort carrier) (1941-2)
- AVD : Destroyer Seaplane Tender (plus usité), en français Destroyer ravitailleur
- AVP : Patrol Seaplane Tender (plus usité)
- AZ: Lighter-than-air aircraft tender (plus usité) (1920–1923), en français porte aéronefs moins denses que l'air
- CV : Fleet Aircraft Carrier (1921-1975), Multi-purpose Aircraft Carrier (1975-présent), en français porte-avions (de comba) classique (quels que soient son déplacement et sa taille, lourd, moyen ou léger)
- CVA : Attack Aircraft Carrier porte-avions d'attaque, classique (catégorie fusionnée avec CV, depuis le 30 juin 1975, lors de l'embarquement de flottilles de lutte anti-sous-marine)
- CVAN : Attack Aircraft Carrier porte-avions d'attaque à propulsion nucleaire (catégorie fusionnée avec CVN, depuis le 30 juin 1975, même raison que pour les CVA)
- CVB : Large Aircraft Carrier grand porte-avions (catégorie fusionnée avec CVA, en 1952)
- CVE : Escort aircraft carrier, porte-avions d'escorte, en service en 1943 (plus usité)
- CVHA : Assault Helicopter Aircraft Carrier (retiré en faveur de plusieurs codes de la série LH - bateaux d’assaut amphibies)
- CVHE : Escort Helicopter Aircraft Carrier (plus usité)
- CVL : Light aircraft carrier (plus usité), en français porte-avions léger
- CVN : Nuclear-powered aircraft carrier - Porte-avions à propulsion nucléaire
- CVS : ASW carrier, porte-avions anti-sous-marin (plus usité)
- CVT : Training Aircraft Carrier, porte-avions d'entraînement (changé pour AVT : bâtiment auxiliaire d'entraînement à l'appontage)
- CVU : Utility Aircraft Carrier, porte-avions utilitaire (plus usité)

Observation : la désignation "CV" ne correspondant pas à l'abréviation de l'appellation officielle "Aircraft Carrier", son origine est incertaine.

L'explication la plus probable est l'évolution de l'appellation "AV", dont le sens original au début de l'aéronaval américaine est celui de navire auxiliaire (désignés par "A") ayant la capacité de porter des "aéronefs plus dense que l'air" (désignés par "V", en opposition aux "AZ" pour les auxiliaires aux aéronefs "moins dense que l'air",).
Les premiers porte-avions étant ainsi des conversions d'AV, et passant au statut "d'auxiliaire" à celui de "croiser" (cruiser), ils adoptent donc l'appellation "CV", avec "AV" gardant la même signification, mais dont le rôle s'est restreint au "transport d'hydravions".

D'autres propositions de significations sont:
- "Cruiser Voler" (en anglais et français), appellation découlant de l'explication ci dessus, mais impropre et probablement jamais utilisée.
- "Cruiser aViation", signifiant "croiseur d'aviation", avec l'abréviation "CA" étant déjà utilisée pour désigner les croiseur lourds,
- "Carrier Vessel" signifiant "vaisseau/navire porteur".

Ainsi, la lettre "V" maintient son sens dans les types dérivés de "CV", sauf pour les quelques cas où il prend le sens de "Vertical" (ex. CVV).

#### Bâtiments de combat de surface
- B : Battleship (avant 1920)
- BB : Battleship, en français cuirassé
- BBG : Guided Missile Battleship, cuirassé lance-missiles ou Arsenal Ship (théoriquement seulement, jamais attribué)
- BM : Monitor (plus en service en 1920)
- ACR : Armored Cruiser (avant 1920), en français croiseur cuirassé
- C : Cruiser, en français Croiseur (avant 1920 : Protected Cruisers et Peace Cruisers)
- CA : (première séries) Cruiser (plus en service, composé de tous les Protected et Peace Cruisers survivants d'avant 1920), en français croiseur lourd
- CA : (seconde séries) Heavy Cruiser, catégorie renommé plus tard Gun Cruiser (en désuétude)
- CAG : Guided Missile Heavy Cruiser (en désuétude)
- CB : Large cruiser (en désuétude)
- CBC : Large Command Cruiser (en désuétude, jamais utilisé en pratique)
- CC : Battlecruiser (en désuétude, jamais utilisé en pratique)
- CC : (second usage) Command Cruiser (en désuétude)
- CG : Cruiser Guided-missile - croiseur lance-missiles
- CGN : Cruiser Guided-missile (nuclear) - croiseur lance-missiles à propulsion nucléaire
- CL : Light Cruiser (en désuétude) en français croiseur léger
- CLAA : Antiaircraft Cruiser (en désuétude)
- CLC : Croiseur de Commandement (léger) (en désuétude depuis 1961 ; alors remplacé par CC)
- CLG : Guided Missile Light Cruiser - croiseur léger lance-missiles (en désuétude)
- CLGN : Guided Missile Light Cruiser (nuclear) - croiseur léger (à propulsion nucléaire) lance-missiles (en désuétude)
- CLK : Hunter-Killer Cruiser (abolis en 1951)
- CS : Scout cruiser (plus en service)
- CSGN : Strike Cruiser (Croiseur de frappe à propulsion nucléaire) Projet seulement
- D : Destroyer (avant 1920)
- DD : Destroyer
- DDE : Escort Destroyer
- DDG : Destroyer Guided Missile - destroyer lance-missiles
- DDK : Hunter-Killer Destroyer (catégorie fusionnée avec DDE, le 4 mars 1950)
- DDR : Radar Picket Destroyer (plus en service)
- DE : Destroyer Escort (Seconde Guerre mondiale, devenue plus tard Ocean escort), en français destroyer d'escorte
- DE : Ocean escort (abolis le 30 juin 1975)
- DEG : Guided Missile Ocean Escort (abolis le 30 juin 1975)
- DER : Radar Picket Destroyer Escort (abolis le 30 juin 1975)
- DL : Destroyer leader (plus tard Frigate) (retiré)
- DLG : Guided Missile Frigate (abolis le 30 juin 1975)
- DLGN : Guided Missile Frigate (à propulsion nucléaire) (abolis le 30 juin 1975)
- DM : Destroyer Minelayer (retiré) en français mouilleur de mines rapide
- FF : Frigate (nomenclature réattribuée à partir de 2019 aux précédents LCS)
- FFG : Frigate Guided Missile - frégate lance-missiles
- FFL : Light Frigate
- FFR : Radar Picket Frigate (en désuétude)
- FFT : Frigate (Reserve Training) (en désuétude)
- K : Corvette (en désuétude)
- LCS : Littoral Combat Ship - bâtiment de combat littoral ou corvette
- M : Monitor (1880-1920)

#### Sous-marins
- SC : Cruiser Submarine (plus en service)
- SF : Fleet Submarine (plus en service)
- SM : Submarine Minelayer (plus en service)
- SS : Attack Submarine (sous-marin d'attaque à propulsion diesel-électrique)[5]
- SSA : Auxiliary/Cargo Submarine (à propulsion diesel-électrique)
- SSAN : Auxiliary/Cargo Submarine (à propulsion nucléaire)
- SSB : Ballistic Missile Submarine (à propulsion diesel-électrique)
- SSBN : Submarine Ballistic Nuclear - sous-marin nucléaire lanceur de missiles balistiques
- SSC : Coastal Submarine (à propulsion diesel-électrique, de plus de 150 tonnes)
- SSG : Submersible Ship Guided-missile - Sous-marin lanceur de missiles de croisière (à propulsion diesel-électrique)
- SSGN : Submersible Ship Guided-missile Nuclear - Sous-marin nucléaire lanceur de missiles de croisière
- SSI : Attack Submarine (Diesel Air-Independent Propulsion)[6]
- SSK : Hunter-Killer/ASW Submarine (plus en service)[7]
- SSM : Midget Submarine (sous-marin miniature de moins de 150 tonnes)
- SSN : Submersible Ship Nuclear - sous-marin nucléaire d'attaque
- SSO : Submarine Oiler (plus en service)
- SSP : Attack Submarine (Diesel Air-Independent Power) (alternate use), formerly Submarine Transport
- SSQ : Auxiliary Submarine, Communications (plus en service)
- SSQN : Auxiliary Submarine, Communications (Nuclear-Powered) (Plus en service)[8]
- SSR : Radar Picket Submarine (plus en service)
- SSRN : Radar Picket Submarine (à propulsion nucléaire, plus en service)
- SST : Training Submarine (à propulsion diesel-électrique)
- AGSS : Auxiliary Submarine (sous-marin auxiliaire)
- AOSS : Submarine Oiler (plus en service)
- ASSP : Transport Submarine (plus en service)
- APSS : Transport Submarine (plus en service)
- LPSS : Amphibious Transport Submarine (plus en service)
- SSLP : Transport Submarine (plus en service)
- IXSS : Unclassified Miscellaneous Submarine
- MTS : Moored Training Ship (Navy Nuclear Prototype School Training Platform; Reconditioned SSBN)

#### Bâtiments d'opérations amphibies
Bâtiments de haute mer
- AKA : Attack Cargo Ship (plus en service)
- APA : Attack Transport (plus en service)
- APD : High speed transport Converted Destroyer ou Destroyer Escort (plus en service) en français destroyer de transport,
- LCC : Amphibious Command Ship
- LHA : Landing Helicopter Assault - porte-hélicoptères amphibie
- LHD : Landing Helicopter Dock, similaire au LHA mais d'un plus gros tonnage et mettant l'accent sur la capacité amphibie par embarcations de débarquement)
- LKA : Amphibious Cargo Ship (plus en service)
- LPA : Landing Platform, Amphibious
- LPD : Landing Platform Dock - transport amphibie de chalands de débarquement et de personnel
- LPH : Landing Platform, Helicopter (plus en service)
- LSD : Landing Ship Dock - transport de chalands de débarquement
- LSH : Landing Ship, Heavy
- LSIL : Landing Ship, Infantry (Large) (autrefois LCIL)
- LSL : Landing Ship, Logistics
- LSM : Landing Ship Medium en français navire de débarquement moyen
- LSM(R) : Landing Ship, Medium (Rocket)
- LSSL : Landing Ship, Support (Large) (autrefois LCSL)
- LST : Landing Ship, Tank en français navire de transport de chars
- LSV : Landing Ship Vehicle
- MLP : Mobile Landing Platform - plate-forme mobile de débarquement

Engins de débarquement (amphibies)
- LCA : Landing Craft, Assault
- LCAC : Landing Craft Air Cushion - barge de débarquement sur coussin d'air
- LCFF : (Flotilla Flagship)
- LCH : Landing Craft, Heavy
- LCI(G)(L)(M)(R) : Landing Craft, Infantry (Gunboat) (Large) (Mortar) (Rocket) (de la Seconde Guerre mondiale)
- LCL : Landing Craft, Logistics (GB)
- LCM : Landing Craft, Mechanized
- LCP : Landing Craft, Personnel
- LCPA : TBD
- LCS(L) : Landing Craft, Support (Large) (Deuxième Guerre mondiale)
- LCT : Landing Craft, Tank (de la Seconde Guerre mondiale)
- LCU : Landing Craft, Utility
- LCVP : Landing Craft, Vehicle and Personnel

#### Bâtiments de soutien logistique
- AC : Charbonnier (en anglais : Collier)
- AE : Ammunition Ship
- AFS : Combat Stores Ship
- AO : Fleet Oiler
- AOE : Fast combat support ship
- AOR : Replenishment Oiler
- AW : Distilling Ship

#### Bâtiments de guerre des mines
- AM : Minesweeper, en français dragueur de mines
- AMb : Harbor Minesweeper
- AMc : Coastal Minesweeper
- AMCU : Underwater Mine Locater
- MSO : Minesweeper - Ocean
- MSC : Minesweeper - Coastal
- MCM : Mine Countermeasures Ship - Chasseur et dragueur de mines
- MCS : Mine Countermeasures Support Ship
- MH(C)(I)(O)(S) : Minehunter, (Coastal) (Inshore) (Ocean) (Hunter and Sweeper, General)

- CM : Minelayer
- CMc : Coastal Minelayer
- MLC : Coastal Minelayer
- DM : Destroyer Minelayer

#### Patrouilleurs et unités de défense côtière, combat de rivière
- ASPB : Assault Support Patrol Boat ou « Alpha Boat », Appui-feu et dragueur de mines (Mobile Riverine Force au Vietnam)
- ATC : Armored Troop Carrier ou « Tango Boat » - LCM-6 modifié (blindage des superstructures) pour le combat de rivière (Mobile Riverine Force au Vietnam)
- CB : CB90-class fast assault craft ou Combat Boat - Bateau de combat de rivière
- CCB : Command Communications Boat ou « Charlie Boat » - LCM-6 modifié (bateau de commandant de flottille) pour le combat de rivière (Mobile Riverine Force au Vietnam)
- FPC : Fast Patrol Craft - patrouilleur rapide
- FS : Corvette
- Mk V-SOC : Mark V Special Operations Craft (en) - patrouilleur rapide pour opérations spéciales en dotation dans les Special Boat Squadrons.
- Monitor : LCM-6 modifié (blindage des superstructures et armement lourd) pour le combat de rivière, (Mobile Riverine Force au Vietnam)
- PACV: Patrol Air Cushion Vehicle - hovercraft (Vietnam)
- PB : Patrol Boat - patrouilleur
- PBR : Patrol Boat, River (en) - patrouilleur de rivière (Vietnam)
- PC : Patrol Coastal - Patrouilleur côtier, à l'origine Sub Chaser (chasseur de sous-marins)
- PCE : Patrol Craft Escort (PCE-842 class patrol craft (en)) - Escorteur de la Seconde Guerre mondiale
- PCF : Patrol Craft Fast (en) - Patrouilleur rapide (Vietnam)
- PE : Patrol (classe) Eagle - Patrouilleur, à l'origine Eagle-class patrol craft (en) Chasseur de sous-marin (Première Guerre mondiale)
- PF : World War II Frigate, frégate, basée sur la classe de frégate de rivière britannique.
- PFG : Désignation première de l'USS Oliver Hazard Perry
- PG : Patrol Gun - canonnière
- PGH : Patrol Gun Hydrofoil - désignation première de l'USS Flagstaff (PGH-1) (en), hydroptère armé
- PGM : Patrol Gun Motor - patrouilleur armé
- PHM : Patrol, Hydrofoil, Missile Classe Pegasus - hydroptère lance-missiles
- PT : Patrol Torpedo - PT boat - patrouilleur lance-torpilles (Seconde Guerre mondiale)
- RAC : Riverine Assault Craft - patrouilleur rapide de rivière en dotation dans les Riverine Squadrons.
- RHIB : Rigid-Hulled Inflatable Boat - Bateau semi-rigide de 11 m
- RCB : Riverine Command Boat - CB90-class fast assault craft configuré en poste de commandement tactique flottant en dotation dans les Riverine Squadrons.
- SC : Sub Chaser (chasseur de sous-marins)
- SOC-R : Special Operations Craft – Riverine (SOC-R) (en) - patrouilleur rapide de rivière pour opérations spéciales en dotation dans les Special Boat Squadrons.
- SP : Shore Patrol
- SURC : Small unit riverine craft (en) - patrouilleur rapide de rivière en dotation dans les Riverine Squadrons.

#### Bâtiments de soutien logistique et ateliers
- AD : Destroyer Tender
- AGP : Patrol Craft Tender
- AR : Repair ship
- AS : Submarine tender (ravitailleur de sous-marins)
- AVP : Seaplane Tender

#### Bâtiments de servitude océanique
- AN : Net Laying Ship
- ARL : Auxiliary Repair Light - light craft or landing craft repair ship (de l'époque de la Seconde Guerre mondiale, plus en service)
- ATF : Fleet Ocean Tug
- AGHS : Patrol Combatant Support Ship - Ocean or Inshore

#### Aéronefs plus légers que l'air (Z)
- ZMC : Airship Metal Clad
- ZNN-G : G-Class Blimp
- ZNN-J : J-Class Blimp
- ZNN-L : L-Class Blimp
- ZNP-K : K-Class Blimp
- ZNP-M : M-Class Blimp
- ZNP-N : N-Class Blimp
- ZPG-3W : surveillance patrol blimp
- ZR : Rigid Airship
- ZRS : Rigid Airship Scout

### Bâtiments de servitude

#### Bâtiments auxiliaires de soutien océaniques
- ACS : Auxiliary Crane Ship, bateau grue auxiliaire en français,
- AG : Miscellaneous Auxiliary
- AGDE : Testing Ocean Escort
- AGDS : Deep Submergence Support Ship
- AGER : Environmental Research Ship
- AGF : Miscellaneous Command Ship
- AGFF : Testing Frigate
- AGM : Missile Range Instrumentation Ship
- AGOR : Oceanographic Research Ship
- AGOS : Ocean Surveillance Ship
- AGS : Surveying Ship
- AGSS : Auxiliary Research Submarine
- AGTR : Technical research ship
- AH : Hospital ship
- AK : Cargo Ship
- AKR : Vehicle Cargo Ship
- AKS : Store Issue Ship
- AOG : Gasoline Tanker
- AOT : Transport Oiler
- AP : Transport ship
- ARC : Cable Repair Ship
- APL : Barracks Craft
- ARL : Small Repair Ship
- ARS : Salvage Ship
- AS : Submarine tender
- ASR : Submarine Rescue Ship
- AT : Ocean-Going Tug
- ATA : Auxiliary Ocean Tug
- ATF : Fleet Ocean Tug
- ATS : Salvage and Rescue Ship
- AVB : Aviation Logistics Support Ship
- AVT : Auxiliary Aircraft Landing Training Ship

#### Unités de servitude portuaire
- AB : Crane Ship
- AFDB : Large Auxiliary Floating Dry Dock
- AFDL : Small Auxiliary Floating Dry Dock
- AFDM : Medium Auxiliary Floating Dry Dock
- APB : Self-Propelled Barracks Ship
- APL : Barracks Craft
- ARD : Auxiliary Repair Dry Dock
- ARDM : Medium Auxiliary Repair Dry Dock USS Oak Ridge (ARDM-1)
- ATA : Auxiliary Ocean Tug
- DSRV : Deep Submergence Rescue Vehicle
- DSV : Deep Submergence Vehicle
- NR : Submersible Research Vehicle
- YC : Open Lighter
- YCF : Car Float
- YCV : Aircraft Transportation Lighter
- YD : Floating Crane
- YDT : Diving Tender
- YF : Covered Lighter
- YFB : Ferry Boat or Launch
- YFD : Yard Floating Dry Dock
- YFN : Covered Lighter (dépourvu de propulsion autonome)
- YFNB : Large Covered Lighter (dépourvu de propulsion autonome)
- YFND : Dry Dock Companion Craft (dépourvu de propulsion autonome)
- YFNX : Lighter (Special purpose) (dépourvu de propulsion autonome)
- YFP : Floating Power Barge
- YFR : Refrigerated Cover Lighter
- YFRN : Refrigerated Covered Lighter (dépourvu de propulsion autonome)
- YFRT : Range Tender
- YFU : Harbor Utility Craft
- YG : Garbage Lighter
- YGN : Garbage Lighter (dépourvu de propulsion autonome)
- YLC : Salvage Lift Craft
- YM : Dredge (Drague)
- YMN : Dredge (Drague, dépourvu de propulsion autonome)
- YNG : Gate Craft
- YNT : Net Tender
- YO : Fuel Oil Barge
- YOG : Gasoline Barge
- YOGN : Gasoline Barge (dépourvu de propulsion autonome)
- YON : Fuel Oil Barge (dépourvu de propulsion autonome)
- YOS : Oil Storage Barge
- YP : Patrol Craft, Training
- YPD : Floating Pile Driver
- YR : Floating Workshop
- YRB : Repair and Berthing Barge
- YRBM : Repair, Berthing and Messing Barge
- YRDH : Floating Dry Dock Workshop (coque)
- YRDM : Floating Dry Dock Workshop (moteurs)
- YRR : Radiological Repair Barge
- YRST : Salvage Craft Tender
- YSD : Seaplane Wrecking Derrick
- YSR : Sludge Removal Barge
- YT : Harbor Tug (craft classifiés YTB, YTL ou YTM par la suite)
- YTB : Large Harbor Tug
- YTL : Small Harbor Tug
- YTM : Medium Harbor Tug
- YTT : Torpedo Trials Craft
- YW : Water Barge
- YWN : Water Barge (non-self propelled)
- IX : Unclassified Miscellaneous Unit
- X : Submersible Craft

#### Unités de la Garde côtière
Avant 1965, les bateaux de la garde côtière américaine (United States Coast Guard) utilisaient la même désignation que la Navy.
- CG : Coast Guard - Bateau garde-côtes

Depuis 1965, le W fait référence aux navires de la garde côtière américaine
- WAVP : seaplane tenders - ravitailleur d'hydravions (retiré)
- WDE : Destroyer Escorts - destroyer d'escorte (retiré)
- WHEC : High Endurance Cutters - cotre de haute-mer, classe Hamilton
- WMEC : Medium Endurance Cutters - cotre de Marine littorale
- WPC : Patrol Coastal - vedette d'intervention rapide (Fast Response Cutters ) Sentinel-class cutter (en)
- WPB : Patrol Boat - patrouilleur
- WPG : Patrol Gun - canonnière (retiré)
- WMSL : Maritime Security Large Cotre (classe Legend)

### Divers à classer
- LSM(R) : Bâtiment lance-roquettes (Landing Ship Medium modifié avec des lance-roquettes multiples, pour appui-feu et tir rapproché contre terre).
- YMS : Dragueur de mines côtier, initialement désigné Auxiliary Motor Minesweeper ; ultérieurement reclassé AMS ou MSC.